# Jovita Feijóo
Jovita Becerra Feijóo (Palmira, 6 de junio de 1910 - Cali, 15 de julio de 1970) más conocida simplemente como Jovita Feijóo o por su apodo de la Reina de Cali, fue una trabajadora doméstica y celebridad colombiana, aparte de importante personaje de la cultura popular caleña, que hace parte del llamado Cali Viejo. Fue también nombrada en la ciudad como Reina de Reinas.

## Biografía
Jovita nace en el corregimiento del Bolo Alizal, municipio de Palmira,  Departamento del Valle del Cauca, Colombia en 1910. Sus Padres, Pacífico Becerra y Joaquina Feijóo. Tuvo cuatro hermanas y nunca se casó ni tuvo hijos.  Sus estudios fueron básicos en la escuela María Auxiliadora de Palmira. Vivió la mayor parte de su vida en la ciudad de Cali.
Fue un personaje reconocido por su carisma, civismo, elegancia en el vestir y la locura de creerse ¨Reina¨. Fue nombrada Reina de la simpatía en un popular programa de radio transmitido en vivo desde el centro de Cali en la plaza de Caicedo ( Archivado el 24 de febrero de 2013 en Wayback Machine.) En dicho programa el participante tenía que cantar una canción y si desafinaba se activaba el sonido de los perros; se dice que Jovita desafino y debido a ello le pusieron el sonido de los perros, pero Jovita persistió sin importar cuantas veces ocurriera. 
Después de esto fue coronada Reina de la simpatía por los estudiantes en la Universidad del Valle.
Jovita se tomó muy en serio estas dos "coronaciones", portándose como una auténtica reina, encabezando todos los desfiles, intercediendo entre el pueblo y la gente del Club Social de Cali, sentándose en los eventos al lado derecho de los alcaldes de turno, incluso recibiendo a presidentes como Rojas Pinilla. Pese a vivir casi en la indigencia, siempre vestía ropa fina y mantenía un porte muy elegante. Hacia  1970, Jovita era reconocida en todos sectores de la ciudad.
Falleció a causa de un paro cardíaco en el baño de su habitación, en el barrio el Hoyo al norte de Cali. Su sepelio ha sido recordado como el más concurrido en la historia de la ciudad.

## Monumento Jovita reina infinita

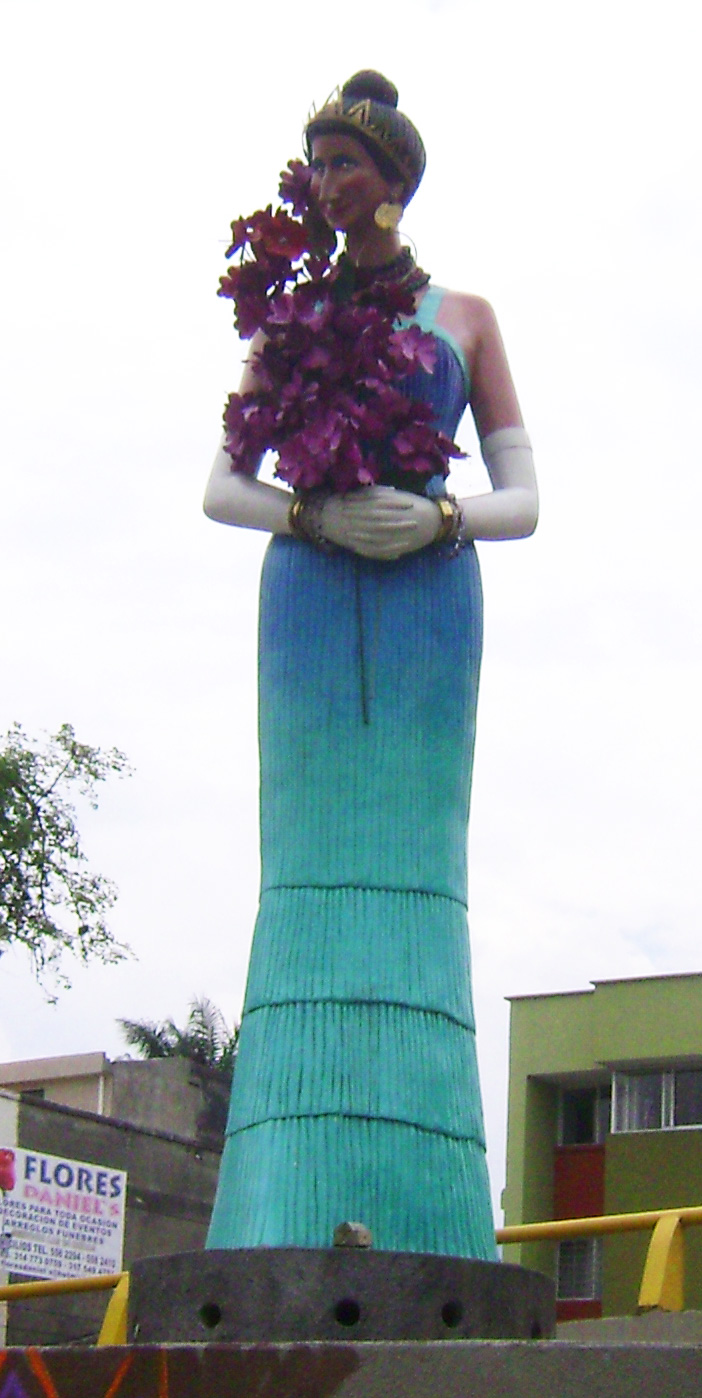
Monumento Jovita Reina Infinita

El 31 de diciembre de 2007, fue inaugurado el monumento “Jovita Reina Infinita” del artista Diego Pombo. 
Situada en el parque de los estudiantes, al frente del histórico Colegio de Santa Librada. Características: 4,1 m de altura; resina y fibra de vidrio, es pintada en acrílico.